# スイスの観光

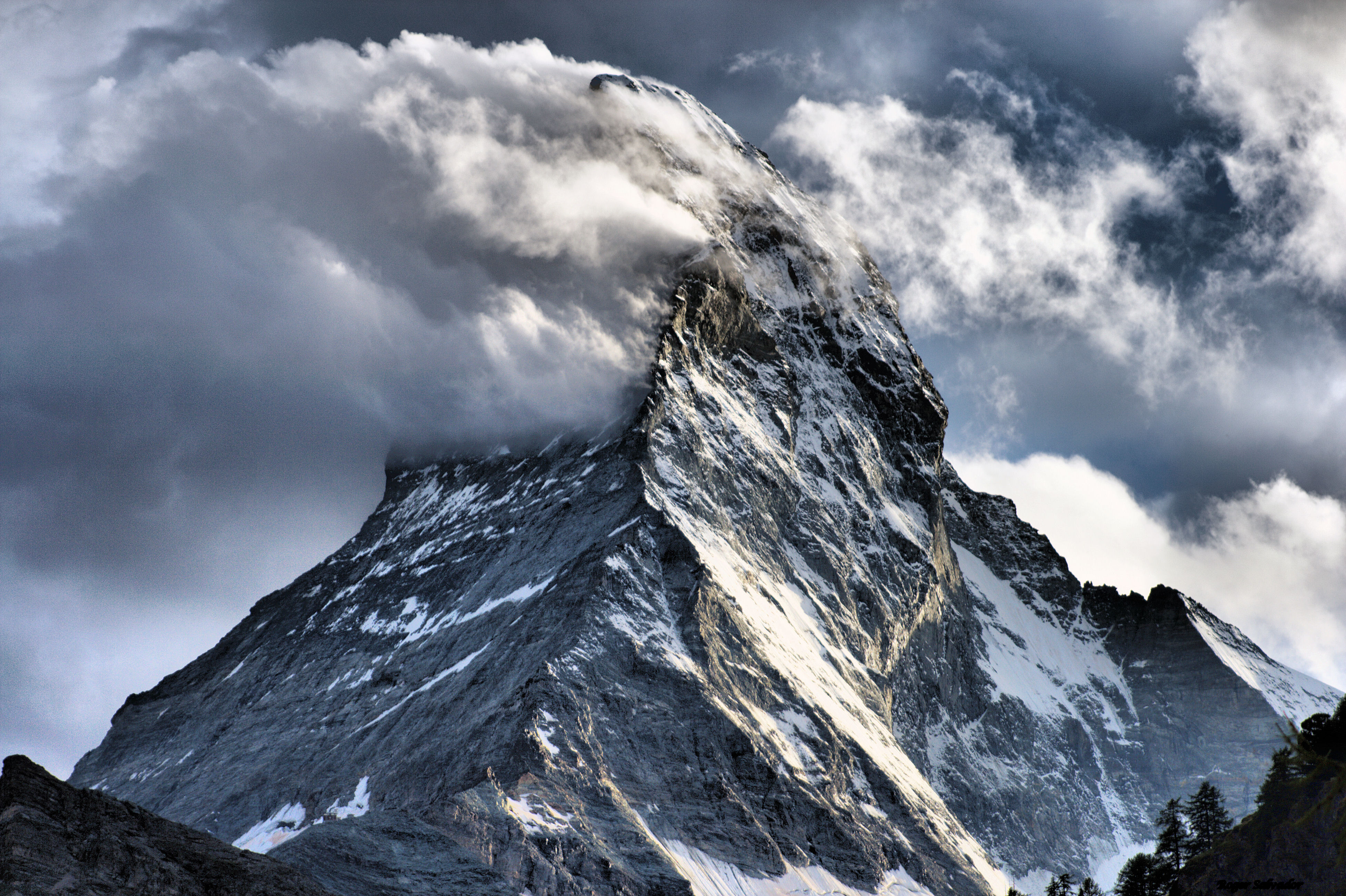
雲がかかるマッターホルン

スイスの観光（スイスのかんこう）では、スイス連邦における観光についての概略を示す。

## 歴史
スイスへの観光旅行は19世紀初頭にイギリスの登山家がアルプス山脈への登頂を目指したことからスタートしたと言われ、1857年にロンドンで世界初の登山クラブである「アルペン・クラブ」が設立された。また19世紀後半からはアルペン気候での結核の治療のためにアルプスを訪れる人が増えたこともスイスの観光産業において大きなきっかけとなった。1894年のアーサー・コナン・ドイルの小説シャーロック・ホームズの最後の事件でホームズとジェームズ・モリアーティがライヘンバッハの滝で対峙したというストーリーもスイスの観光地としての名声をあげることにつながっている。

## 統計

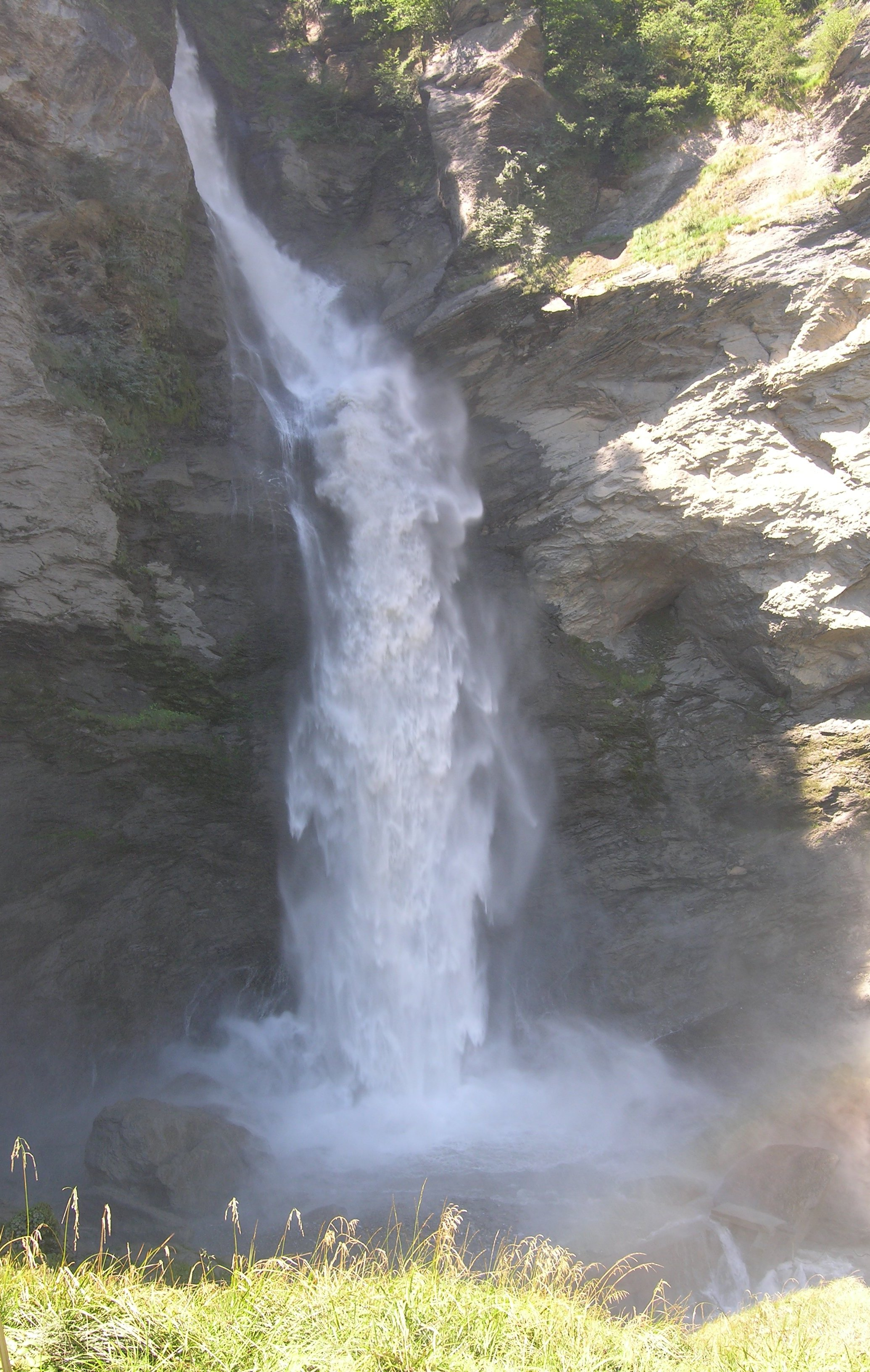
ライヘンバッハの滝

スイスの観光における統計は1852年より取られていたとも言われるが、現在までにわかっているもっとも古い統計は1934年のものであり、2004年からは連邦統計局独自の統計ではなく"Swiss Tourism Figures"という出版物に形をかえたもののそれは現在まで続けられている。2006年版では4967軒のホテルが登録されており部屋数は12万8000室、ベッド数は24万台となっている。これらのホテルの年間の稼働率は41.7%と2005年度に比べて2%上昇し、これは3880万泊分に相当する。これらの宿泊施設はグラウビュンデン州に14%、ヴァレー州と東スイスに12%ずつ、中部スイスに11%、そしてベルン州に9%があり、その土地における観光業の相対的重要度を示す地元の人口と宿泊客数に関する指数は、スイスの平均が1.3であるのに対しグラウビュンデン州が8.3、ベルン州が5.3と高い数値が出ている。
またスイスに宿泊をした人のうち56.4%が外国籍の人であり、うちドイツ人が16.5%、イギリス人が6.3%、アメリカ人が4.8%、フランス人が3.6%、イタリア人が3.0%となっている。これらの観光による経済効果は燃料費の高騰といった要因を含む交通分野も含めて133億スイス・フラン（1スイス・フラン=82円で約1兆円）にのぼるとみられ、スイスのGDPの3.6%を占める。

## おもな観光都市

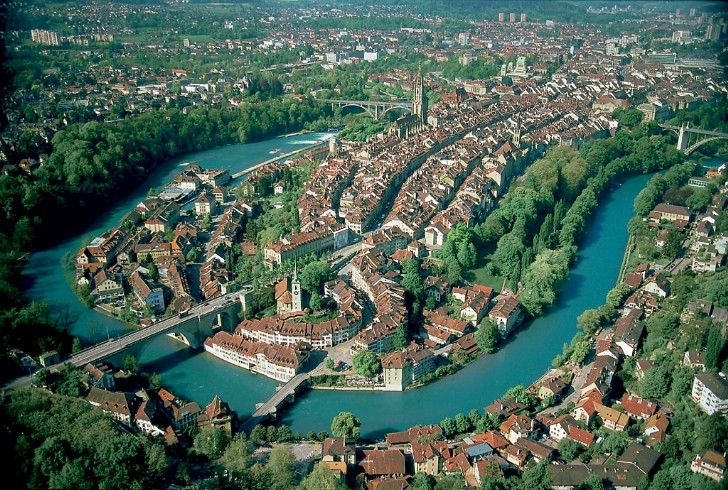
ベルン市

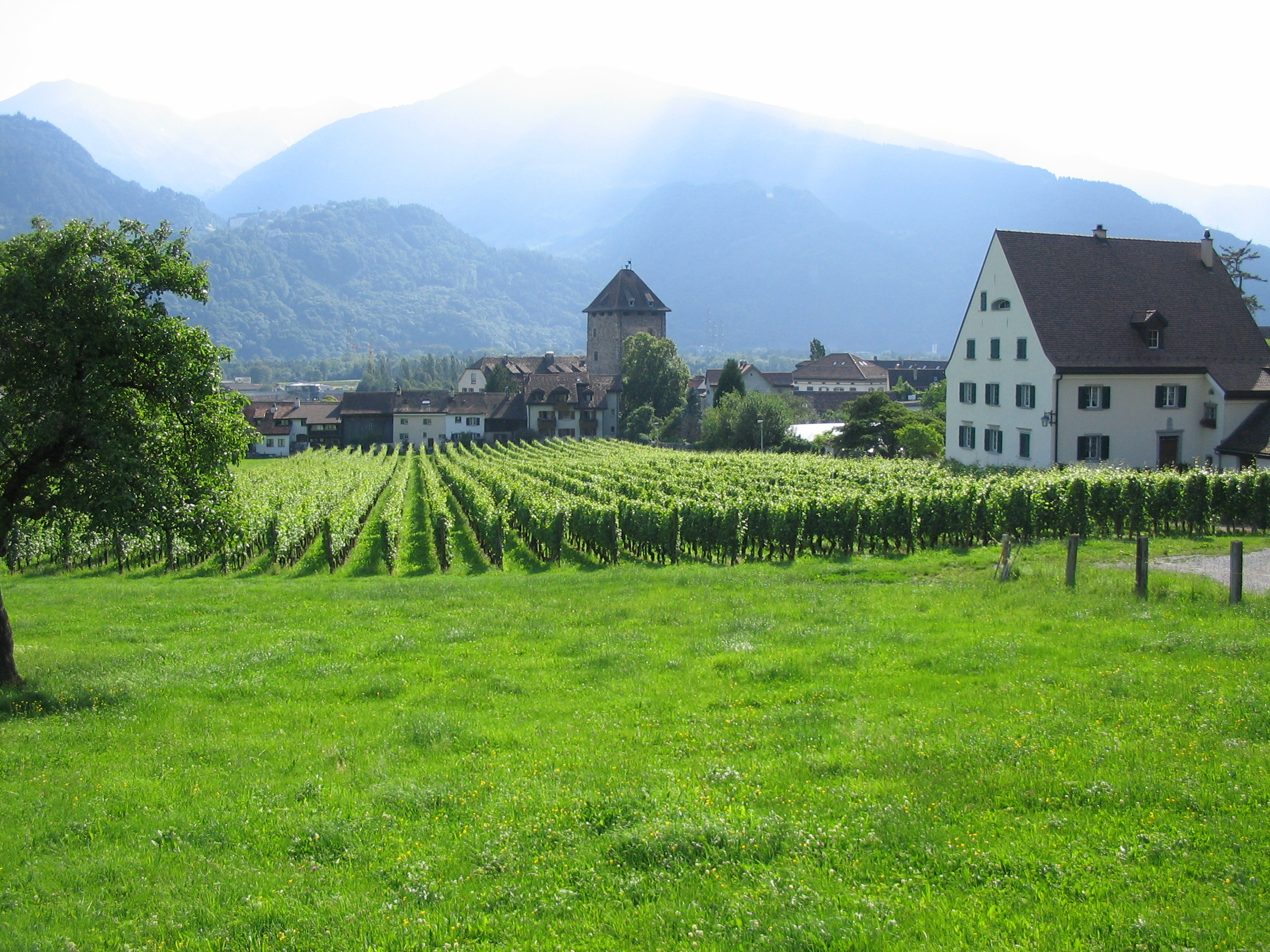
マイエンフェルト市

- グラウビュンデン州
  - サンモリッツ
  - マイエンフェルト
  - エンガーディン
  - ダボス
- 東部スイス
  - ヴィルトハウス
- 中部スイス
  - ルツェルン
- ヴァレー州
  - アレッチ
  - サースフェー
  - ツェルマット
- ベルン州
  - グリンデルヴァルト
  - グスタード
  - インターラーケン
- ティチーノ州
  - ロカルノ
  - ルガーノ
  - アスコナ

## おもな観光名所

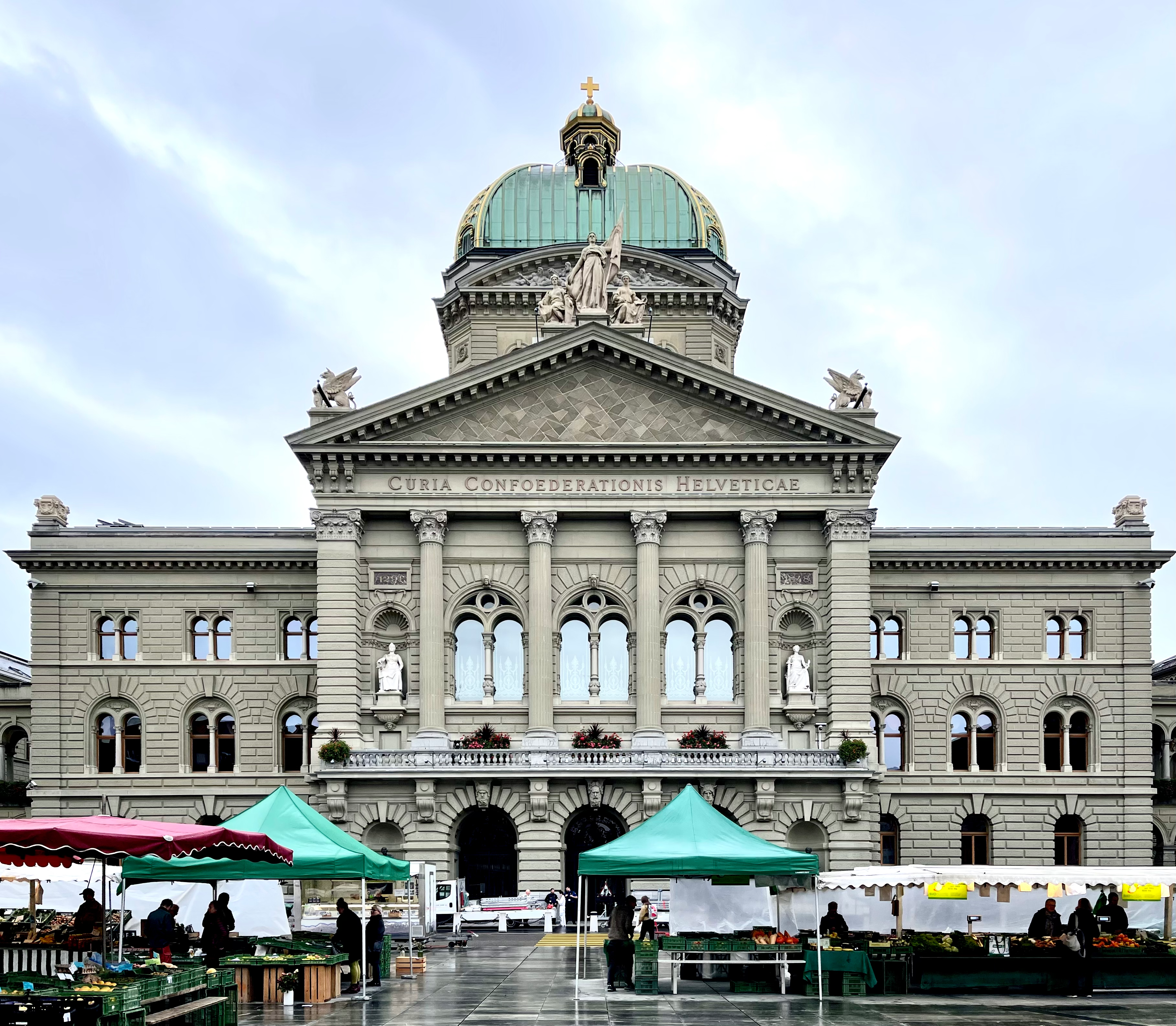
スイス連邦院

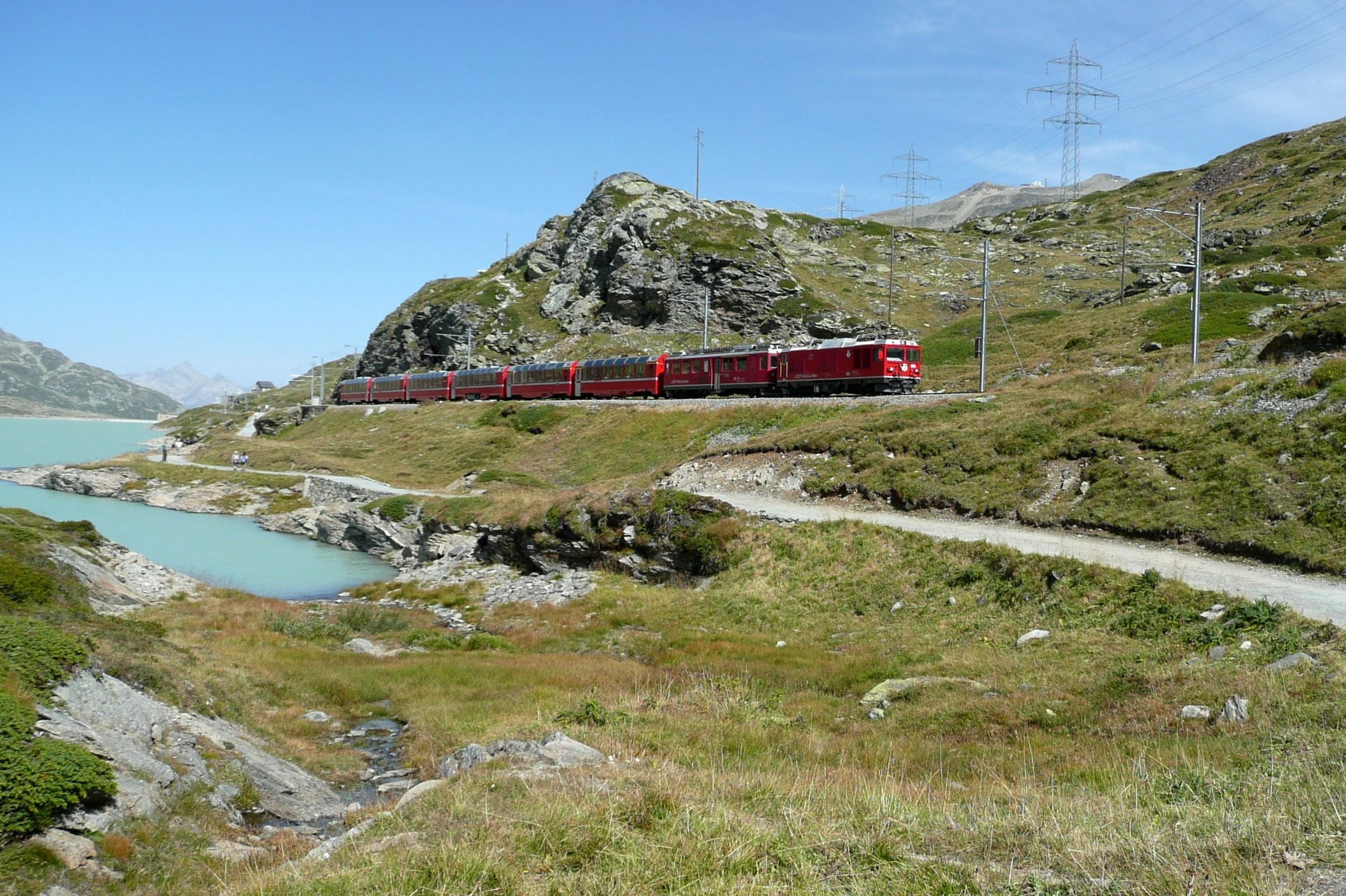
ベルニナ急行

### 文化
- ベッリンツォーナ旧市街の3つの城と防壁・城壁群
- ザンクト・ガレン修道院
- オリンピック・ミュージアム
- バーゼル市立美術館
- 連邦院
- シヨン城

### 自然
- マッターホルン
- サン・ジョルジョ山
- ライン滝
- ライヘンバッハの滝
- ティトリス
- ピラトゥス山
- アレッチ氷河

### 交通
- ゴッタルド峠
- グラン・サン・ベルナール峠
- ゴールデン・パス
- フルカ山岳蒸気鉄道
- 氷河急行
- ベルニナ急行